# Martin XIII.
Martin XIII. ist ein vom DEFA-Studio für Spielfilme (Potsdam-Babelsberg) für das Fernsehen der DDR produzierter Film des Regisseurs Konrad Petzold aus dem Jahr 1981.

## Handlung
Martin XI., Kapitän eines Segelschulschiffs, erwartet, dass sein Sohn Martin XII. und Enkel Martin XIII. wie er und seine Vorfahren zur See fahren. Doch Martin XII., obwohl er ausgebildeter Seemann ist, arbeitet viel lieber an Land. Verärgert über diesen Bruch der Tradition, spricht Martin XI. seit 13 Jahren nicht mehr mit seinem Sohn. So hofft er, dass sein Enkel die Familienehre wieder richtet, doch auch Martin XIII. will eigentlich andere Wege gehen als die seiner vorherigen Generationen und Musiker werden. Seine Zwillingsschwester Martina ist da ganz anders. Sie würde gern zur See gehen, aber sie ist ja keine Mann. Im Ruderclub ist sie sogar die Beste ihrer Gruppe. Damit sich Martin seine Hände nicht „kaputt“ macht und Zeit für den anstehenden Kreisausscheid junger Talente hat, schneidet Martina ihre Haare kurz und springt für Martin in der Rudermannschaft ein. Da sie viel sportlicher ist als ihr Bruder, hält die Mannschaft dicht und verrät sie auch nicht beim Trainer, der den Austausch nicht bemerkt hat. Martin hat derweil seinen ersten großen musikalischen Auftritt und erntet auch bei seiner Familie Anerkennung.
Zu seiner Überraschung wurde Martin von seinem Trainer, aufgrund der großen Leistungssteigerung der letzten Wochen, für eine maritime Ausbildung auf einem Segelschulschiff nominiert. Martin passt das gar nicht, weil er in den Ferien eigentlich eine Urlaubsreise geplant hat. So springt Martina gern für ihn ein und sie tauschen erneut die Rollen, bis Martin wieder zurück ist. Während Martina nun zu ihrem Opa in die „Lehre“ geht, macht Martin Urlaub per Fahrrad im Ausland. Als ihm jedoch all sein Geld abhandenkommt, dreht er notgedrungen um und macht sich auf den Heimweg, da er ja seine Schwester wieder „erlösen“ soll.
Martina hat es sich mit dem Rollentausch einfacher vorgestellt, denn auf dem Schiff ist sie nur unter Männern und hat Mühe, als Frau nicht aufzufallen. Zum Glück trifft nun Martin endlich ein, doch anstatt sich an die Abmachung zu halten, verschwindet er einfach wieder. Martina ist sauer, dass ihrem Bruder die Fortsetzung seines Auslandsurlaubs wichtiger zu sein scheint, als zu seinem Wort zu stehen. Sie vertraut sich ihrer Tante an, die als Schiffsärztin gleich gemerkt hatte, dass die Zwillinge die Rollen getauscht haben. Sie versucht ihrer Großnichte zu helfen und redet mit ihrem Bruder. Marta fragt ihn, warum nur immer die Männer der Familie zur See fahren sollen und nicht auch Frauen, wo seine Enkelin doch so talentiert sei. Martin XI. meint sogleich, dass Seefahrt kein Kriterium für Gleichberechtigung wäre. Eher will er „Martin der Letzte“ sein, als dass es eine „Martina die Erste“ geben würde. Marta ergreift deshalb eigenmächtig die Initiative und weiht den Bootsmann ein. Der organisiert, dass nun eine Martina Nehls offiziell bei der Marineleitung in die Besatzungsliste eingeschrieben wird. Dort meint man verblüfft: „Endlich 'mal eine gemischte Mannschaft“ und segnet das ganze wohlwollend ab. Der Bootsmann überlässt Martina seine Kajüte und schläft selbst fortan in der Hängematte in der Mannschaftsunterkunft, was den Jungs gar nicht gefällt. Martin XI. ahnt von dieser Intrige gegen ihn nichts und so plant er eine Sturmfahrt, damit sich sein Enkel ordentlich beweisen kann. Eine Sonderbehandlung soll es für Martin XIII. nicht geben.
Nachdem der Kapitän davon in Kenntnis gesetzt wurde, eine Leichtmatrosin an Bord zu haben, lässt er die Mannschaft entscheiden, ob sie mit einer Frau an ihrer Seite arbeiten wollen. Da sich die Jungs darüber im Klaren sind, dass es auf dem Schiff um Leistung geht und nicht ums Geschlecht, wollen sie Martina auf jeden Fall „behalten“.
Zu großen Freude seines Vaters hat sich Martin XII. entschlossen, da die Kinder nun groß sind, auch wieder zur See zu fahren.

## Produktion
Der Film erlebte am 12. April 1981 im 1. Programm des Fernsehens der DDR seine Erstausstrahlung.
Die Rudererszenen entstanden unter Mithilfe der GST-Marineschule August Lütgens in Greifswald-Wieck und dem GST-Stützpunkt Potsdam.

## Kritik
Die Kritiker der Fernsehzeitschrift TV Spielfilm meinten: „Seebär Nehl grollt: Statt auf den Meeren zu kreuzen, wollen seine Nachfahren an Land bleiben. Ganz nett.“
Pitt Herrmann von filmportal.de urteilte: „‚Martin XIII.‘ ist eine klassische Verwechslungskomödie. Angereichert um das emanzipatorische Thema der Frauen auf hoher See, Anfang der 1980er Jahre in beiden Teilen Deutschlands keine Selbstverständlichkeit“. „Die heitere Seite der Geschichte um Traditionen in Familie, Gesellschaft und Staat […] hat aus heutiger Sicht auch eine ernste: Thematisiert wird die vormilitärische Ausbildung junger Leute innerhalb der Gesellschaft für Sport und Technik.“
Auch der Filmdienst.de sah den Film leicht politisch und schrieb: „Fernsehfilm, der mit heiteren Mitteln für die vormilitärische Ausbildung innerhalb der Gesellschaft für Sport und Technik (GST) wirbt und damit unverhohlene Militärpropaganda liefert.“